# Narciarstwo dowolne na Zimowych Igrzyskach Olimpijskich Młodzieży 2024
Zawody w narciarstwie dowolnym na Zimowych Igrzyskach Olimpijskich Młodzieży 2024 odbywały się w dniach 23-31 stycznia 2024 roku. Zawodnicy i zawodniczki rywalizowali w następujących konkurencjach, half-pipe, slopestyle, skicross, Big Air i jeździe po muldach podwójnych. Zostały rozegrane także konkurencje drużynowe mieszane w skicrossie oraz jeździe po muldach podwójnych.

## Terminarz
| Data             | Arena zmagań     | Konkurencja                                   | Złoto                                            | Srebro                                           | Brąz                                         |
| ---------------- | ---------------- | --------------------------------------------- | ------------------------------------------------ | ------------------------------------------------ | -------------------------------------------- |
| 23 stycznia 2024 | Welli Hilli Park | Skicross dziewcząt                            | Uma Kruse Een                                    | Morgan Shute                                     | Leena Thommen                                |
| 23 stycznia 2024 | Welli Hilli Park | Skicross chłopców                             | Niklas Höller                                    | Janik Sommerer                                   | Måns Abersten                                |
| 24 stycznia 2024 | Welli Hilli Park | Slopestyle dziewcząt                          | Flora Tabanelli                                  | Han Linshan                                      | Muriel Mohr                                  |
| 24 stycznia 2024 | Welli Hilli Park | Skicross drużyn mieszanych                    | Szwecja William Young Shing · Alexandra Nilsson  | Stany Zjednoczone Walker Robinson · Morgan Shute | Szwajcaria Lorenzo Rosset · Valentine Lagger |
| 25 stycznia 2024 | Welli Hilli Park | Slopestyle chłopców                           | Henry Townshend                                  | Olly Nicholls                                    | Jaakko Koskinen                              |
| 26 stycznia 2024 | High1 Resort     | Jazda po muldach podwójnych drużyn mieszanych | Stany Zjednoczone Elizabeth Lemley · Porter Huff | Korea Południowa Yun Shin-ee · Lee Yoon-seung    | Stany Zjednoczone Abby McLarnon · Jiah Cohen |
| 27 stycznia 2024 | High1 Resort     | Jazda po muldach podwójnych dziewcząt         | Elizabeth Lemley                                 | Lottie Lodge                                     | Abby McLarnon                                |
| 27 stycznia 2024 | High1 Resort     | Jazda po muldach podwójnych chłopców          | Lee Yoon-seung                                   | Porter Huff                                      | Takuto Nakamura                              |
| 28 stycznia 2024 | Welli Hilli Park | Big Air dziewcząt                             | Flora Tabanelli                                  | Daisy Thomas                                     | Muriel Mohr                                  |
| 28 stycznia 2024 | Welli Hilli Park | Big Air chłopców                              | Charlie Beatty                                   | Olly Nicholls                                    | Luke Harrold                                 |
| 31 stycznia 2024 | Welli Hilli Park | Halfpipe dziewcząt                            | Liu Yishan                                       | Chen Zihan                                       | Kathryn Gray                                 |
| 31 stycznia 2024 | Welli Hilli Park | Halfpipe chłopców                             | Luke Harrold                                     | Finley Melville Ives                             | Alan Bornet                                  |

## Klasyfikacja medalowa
*   Gospodarz ( Korea Południowa)
| Miejsce | Reprezentacja     | Złoto | Srebro | Brąz | Razem |
| ------- | ----------------- | ----- | ------ | ---- | ----- |
| 1       | Stany Zjednoczone | 3     | 3      | 3    | 9     |
| 2       | Szwecja           | 2     | 0      | 1    | 3     |
| 3       | Włochy            | 2     | 0      | 0    | 2     |
| 4       | Chiny             | 1     | 2      | 0    | 3     |
| 5       | Nowa Zelandia     | 1     | 1      | 1    | 3     |
| 6       | Korea Południowa* | 1     | 1      | 0    | 2     |
| 7       | Niemcy            | 1     | 0      | 2    | 3     |
| 8       | Kanada            | 1     | 0      | 0    | 1     |
| 9       | Japonia           | 0     | 2      | 1    | 3     |
| 10      | Australia         | 0     | 2      | 0    | 2     |
| 11      | Austria           | 0     | 1      | 0    | 1     |
| 12      | Szwajcaria        | 0     | 0      | 3    | 3     |
| 13      | Finlandia         | 0     | 0      | 1    | 1     |
| Razem   | Razem             | 12    | 12     | 12   | 36    |